# Františkovy Lázně
Františkovy Lázně, mai demult Franzensbad, este o stațiune din Boemia, Republica Cehă. Localitatea a fost înființată în anul 1793 de împăratul Franz al II-lea, al cărui nume îl poartă.